# Pater Damiaan
Damiaan van Molokai, SS.CC., geboren als Jozef De Veuster (Ninde (gem. Tremelo), 3 januari 1840 – Molokai, 15 april 1889), beter bekend als Pater Damiaan en in Hawaï als Father Damien, was een Belgische pater van de Congregatie van de Heilige Harten van Jezus en Maria (ook wel 'Picpuspaters' genoemd) en missionaris, die bekend is geworden door zijn werk voor leprapatiënten. Hij is de beschermheilige voor de lepralijders en aidspatiënten. Zijn feestdag wordt op 10 mei gevierd.

## Biografie

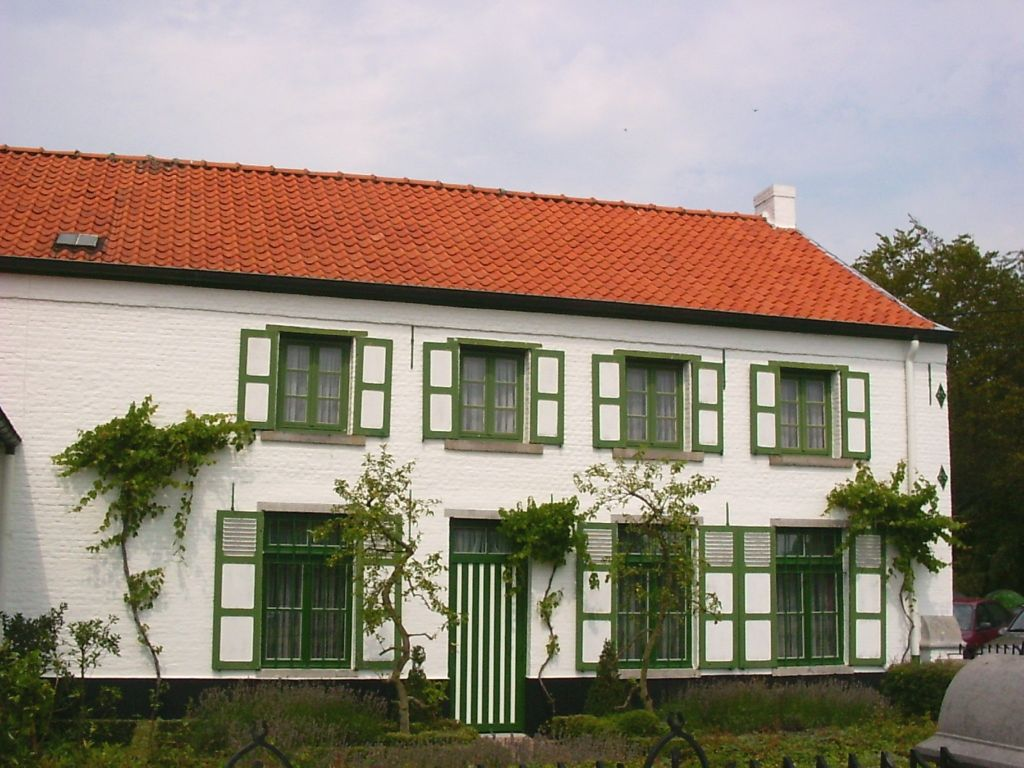
Geboortehuis in Tremelo.
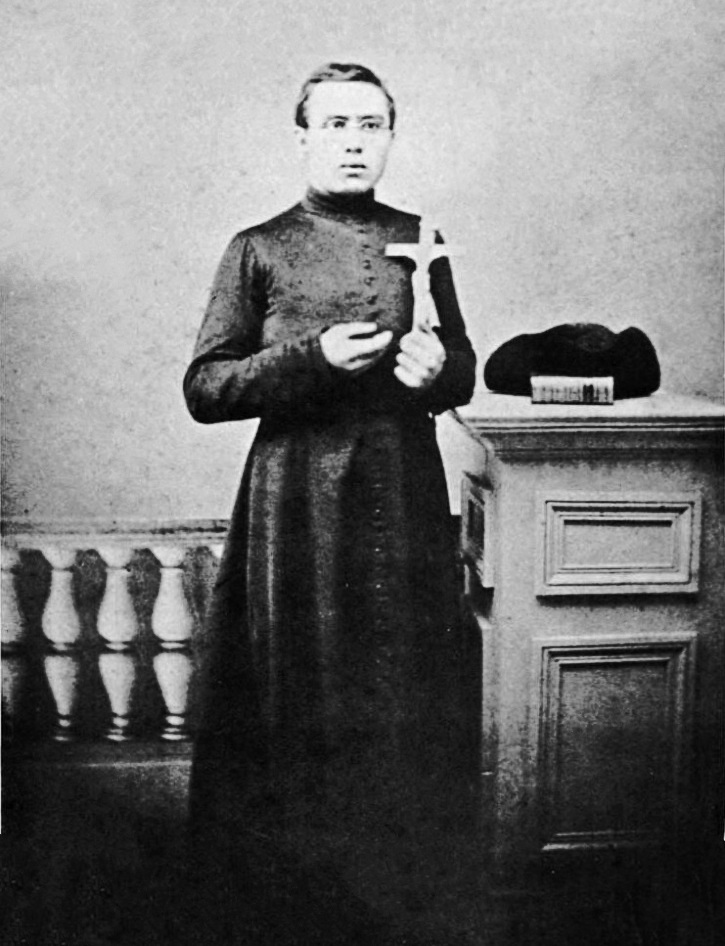
Damiaan op de leeftijd van 23
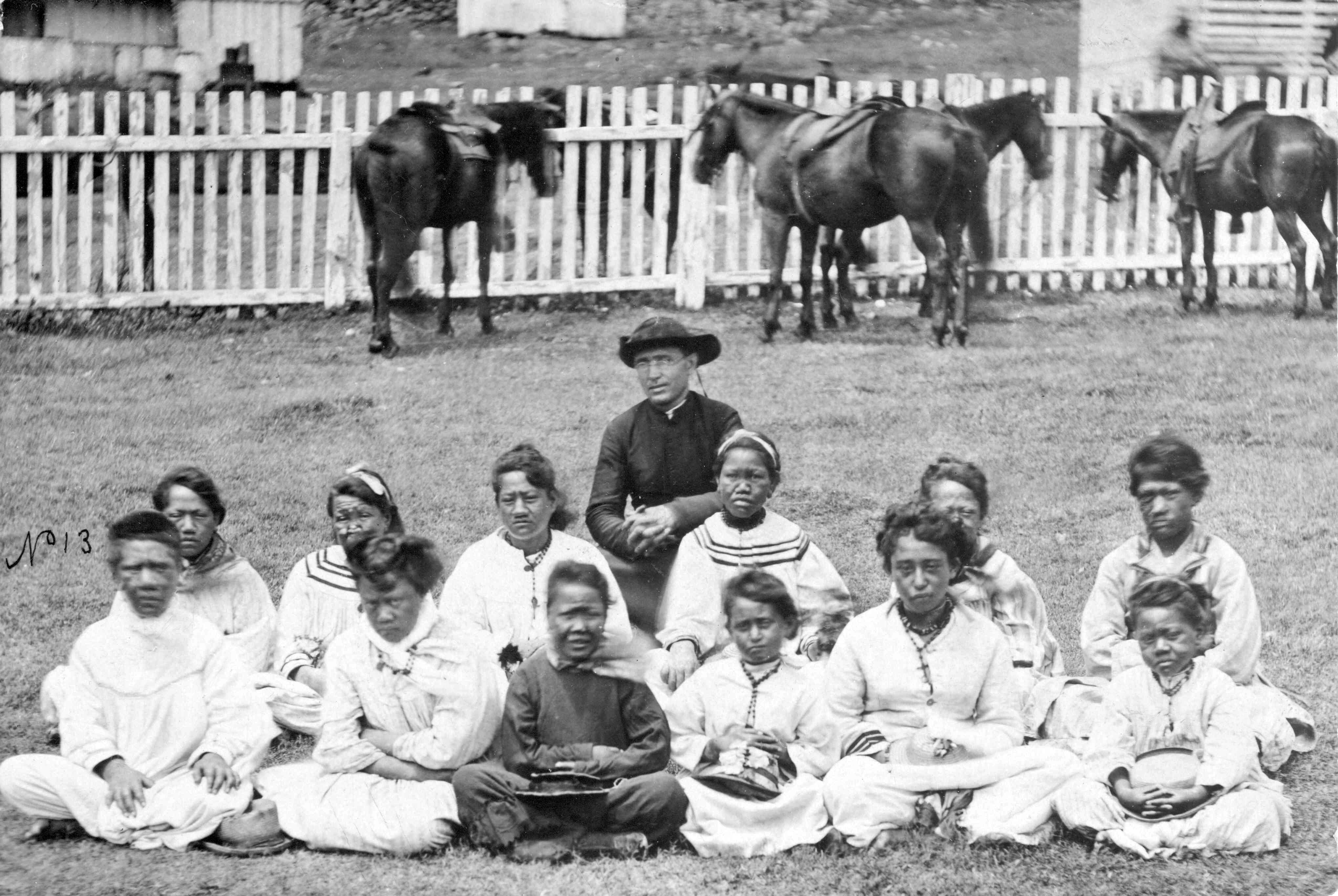
Damiaan met het meisjeskoor (rond 1875)
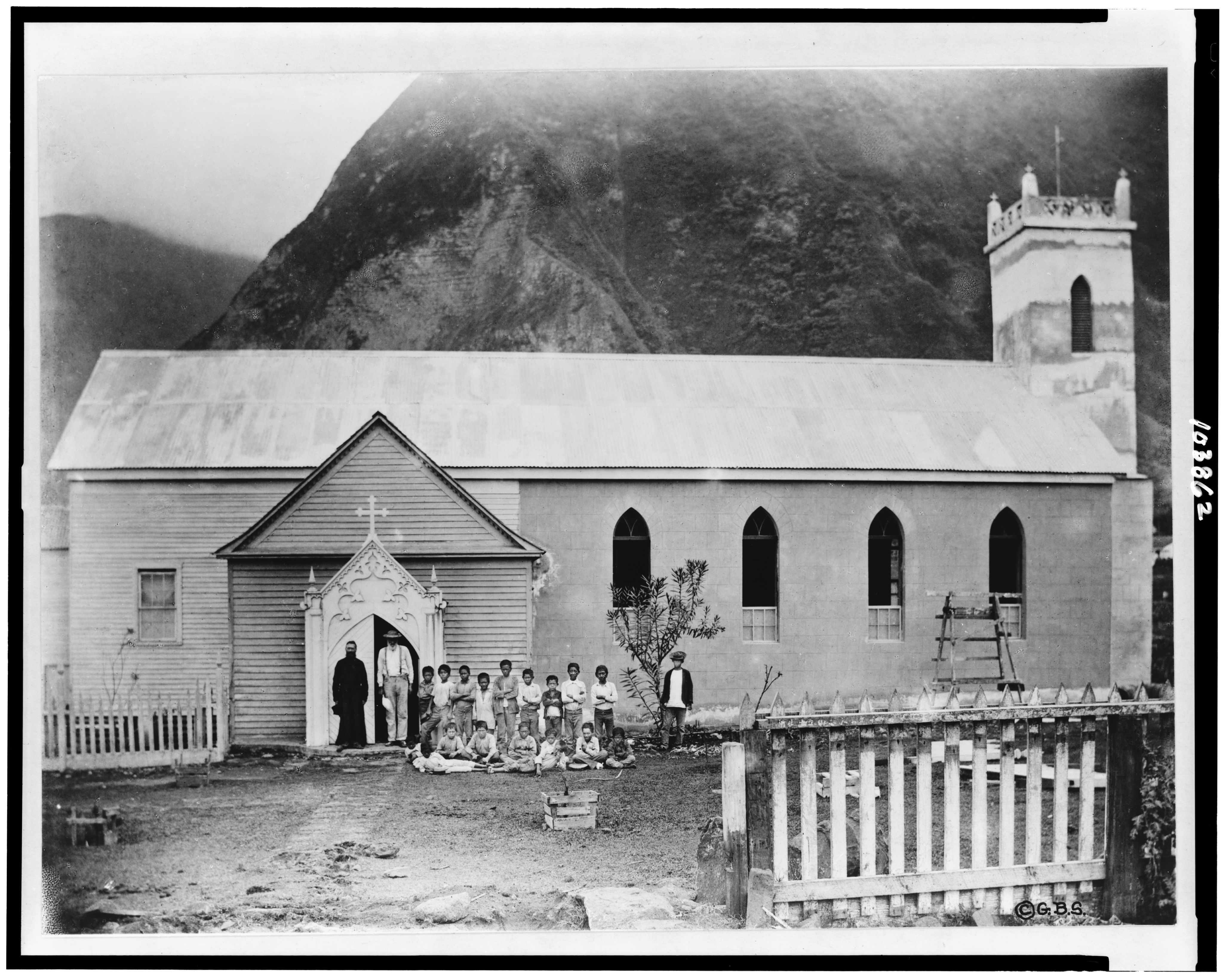
Damiaan met een groep jongens aan de Saint Philomena Church in Kalawao
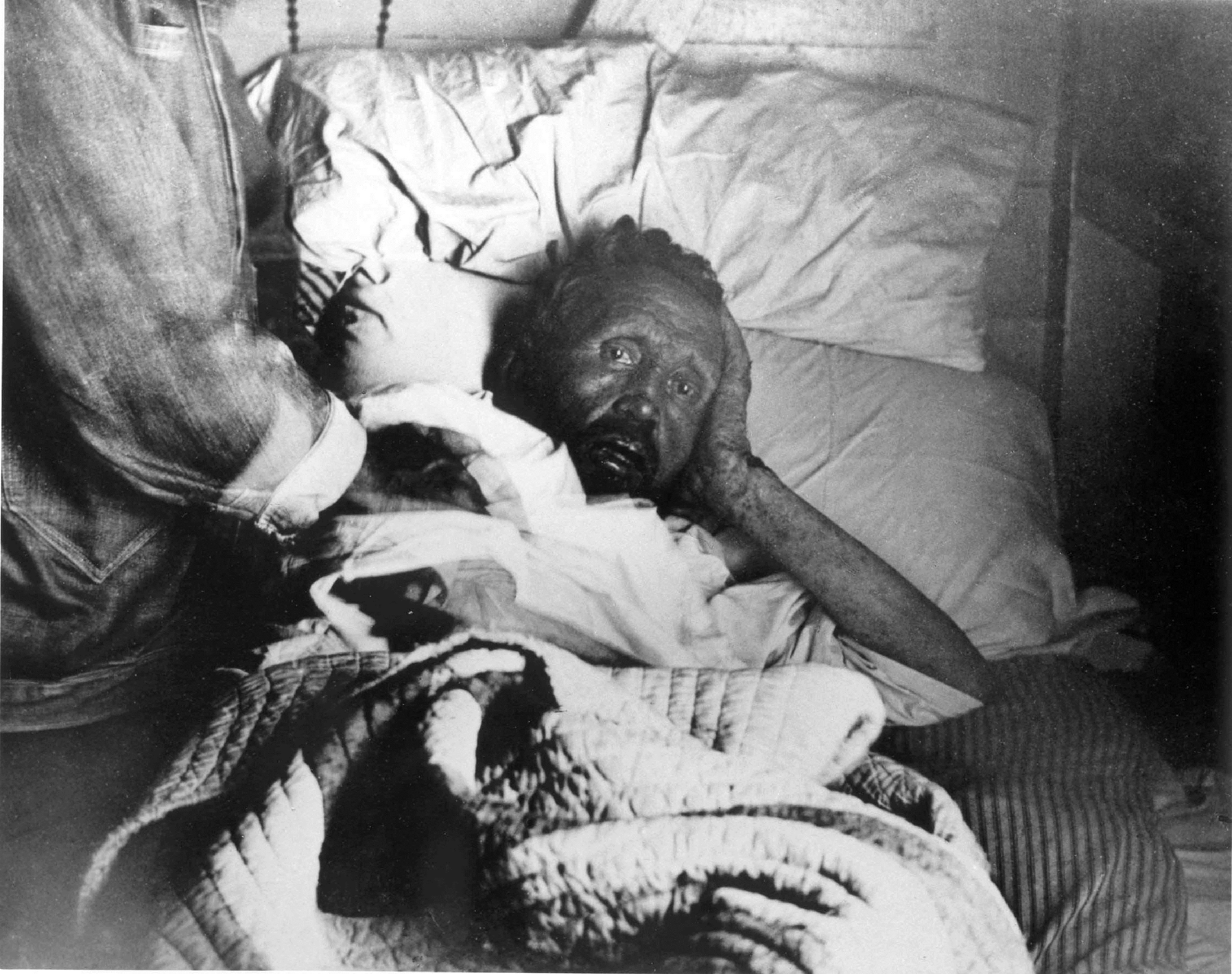
Damiaan tijdens de laatste dagen (1889)
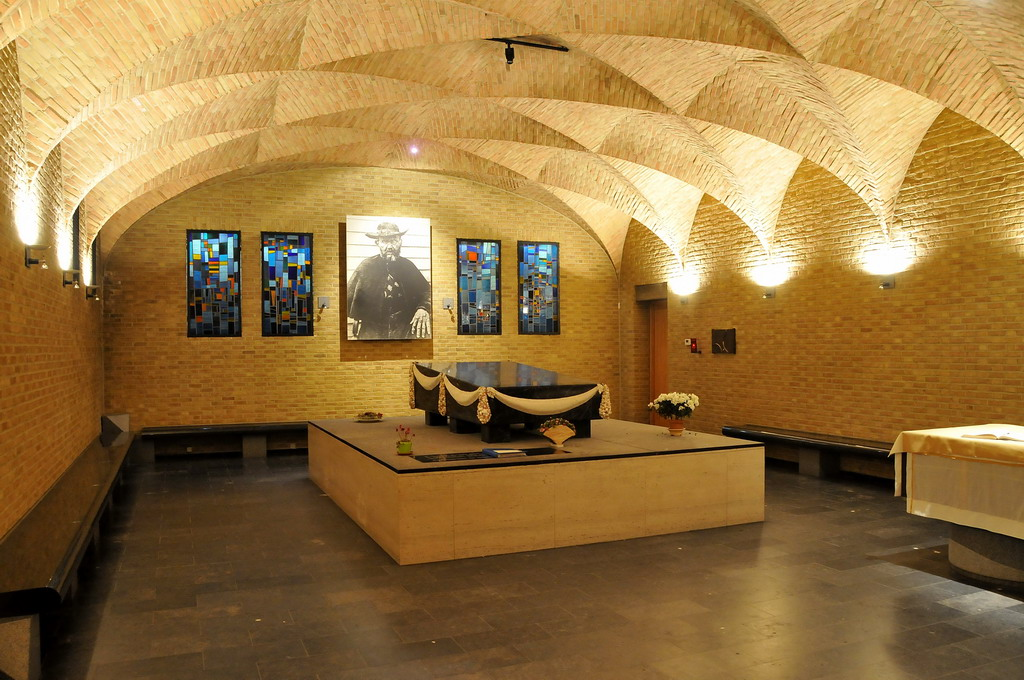
De crypte van de Sint-Antoniuskerk in Leuven, waar Damiaan begraven ligt.

### Jeugd
Hij werd geboren als zevende kind in een boerengezin met acht broers en zussen. In zijn achtste jaar verloor hij een zus aan cholera. Toen hij 15 jaar oud was, ging hij op de boerderij en in de graanhandel van zijn vader werken, maar hij wilde eigenlijk priester "voor Onze Heer en God Jezus Christus" worden. Hij ging naar het college van 's-Gravenbrakel, en trad vervolgens in bij de Congregatie van de Heilige Harten van Jezus en Maria in Leuven, waarbij hij de broedernaam Damiaan, naar de heilige arts Damianus, koos. Hij werd een broeder Picpus op 7 oktober 1860, in navolging van zijn broer.

### Missionaris in Hawaï
Na zijn studies kreeg Damiaan toestemming om als missionaris te gaan werken op de Hawaï-eilanden. Hij vervulde daarmee de droom van zijn broer, die zelf niet kon gaan, omdat deze tyfus had gekregen. Hij kwam op 19 maart 1864 in Honolulu aan. Hij werd er in de "Cathedral of Our Lady of Peace (Honolulu)" op 21 mei 1864 tot priester gewijd, en deelde zijn vreugde over de wijding tot instrument van "Hogepriester Jezus" mee aan zijn ouders in het verre Vlaanderen. Eerst werkte hij in het district Puna op het hoofdeiland Hawaï. Daarna was hij als rondtrekkend missionaris werkzaam in het uitgestrekte district Kohala-Hamakua. Ook werkte hij in verschillende parochies op het eiland van Oahu.
In die tijd werden melaatsen van Hawaï samengebracht in een melaatsenkolonie op een landtong in het noorden van het eiland Molokai. Ze kregen voedsel en andere voorzieningen, maar geen medische hulp. Damiaan vond dat ze ten minste een priester konden gebruiken, en vroeg toestemming aan zijn bisschop om naar Molokai te gaan.

### Molokai
Op 10 mei 1873 kwam hij aan op Molokai, waar op dat moment 816 leprozen verbleven, op de kale landtong Kalaupapa, afgesneden van de rest van het eiland door een steile rotswand. Hij reorganiseerde er de verwilderde gemeenschap, begon met de bouw van een kerk en de aanleg van wegen. Naast zijn werk als priester vervulde hij ook de rol van dokter, timmerman, ziekenverzorger, begrafenisondernemer en hij maakte zelfs doodskisten en groef graven. Hij stelde begrafenisverzekeringen in waarvan nieuwkomers verplicht lid moesten worden. Zijn komst was een keerpunt voor de kolonie: wetten werden nageleefd, er kwamen degelijke huizen, hij bouwde twee melaatsendorpen, en een school. De hygiënische en materiële levensomstandigheden verbeterden en hij stichtte er een centrum van bloeiend christendom door de parochie van de heilige Filomena op te richten. In zijn tijd telde de kolonie 800 tot 1000 melaatsen.

### Orde van Kalakaua
Koning David Kalakaua verleende aan Damiaan de titel "Knight Commander of the Royal Order of Kalakaua". Toen prinses Lydia Liliuokalani de nederzetting bezocht om deze titel te overhandigen, werd ze geraakt door wat ze zag. Zij bracht de wereld op de hoogte van haar ervaringen, en van Damiaans werk. Hierdoor werd zijn naam bekend in de Verenigde Staten en Europa. Protestanten in de VS en Groot-Brittannië brachten grote sommen geld bijeen. Zodoende kon hij een eenvoudig ziekenhuis opbouwen en muziekinstrumenten voor de fanfare aanschaffen. De Kerk van Engeland zond voedsel, medicijnen en kledij. Dit was ook deels te danken aan de vele smeekbrieven die Damiaan zelf schreef en waarvan er één in de Britse pers werd afgedrukt. Hierdoor werd de eerste ontwikkelingshulp op poten gezet.

### Dood
In november 1884 werd bij hemzelf lepra vastgesteld. Aanvankelijk beschuldigden critici hem van ontucht met een vrouw, omdat men in die tijd ervan uitging dat lepra een gevolg was van syfilis. Daarom werd hij regelmatig onderworpen aan vernederende medische onderzoeken. Damiaan was waarschijnlijk al vanaf 1876 door de ziekte besmet. Met de hulp van vier anderen bleef Damiaan echter verder werken tot veertien dagen voor zijn dood. Ondanks de zorgen van zuster Marianne Cope (1839-1918), die zijn levenswerk zou voortzetten en ook zou worden heilig verklaard, stierf hij op 15 april 1889 om 8.00 uur in de ochtend. Hij was 49 jaar oud. Damiaan werd begraven onder de pandanusboom die hem tijdens de eerste weken op het eiland tot onderkomen had gediend.
Zijn zelfopoffering fascineerde vele mensen over de gehele wereld. Al in 1894, vijf jaar na zijn dood, werd te Leuven een standbeeld van de pater gemaakt door Constantin Meunier onthuld.
Na aandringen van Pater Van Houtte, Provinciaal van de Belgische Provincie der HH. Harten, schreef koning Leopold III op 12 februari 1935 een brief aan president Franklin Roosevelt om de repatriëring van de stoffelijke resten van Pater Damiaan te vragen. Franklin Roosevelt zegde de medewerking van zijn regering toe en in de zomer van datzelfde jaar werd bisschop Stephen Alencastre SS.CC. op de hoogte gebracht van het verzoek. Het stoffelijke overschot werd na een dienst op 3 februari met het Amerikaanse marineschip Republic overgebracht van Hawaï naar San Francisco waar het even opgebaard lag. Rond 11 februari voer het schip verder naar de havenstad Christobal alwaar het op 27 februari werd overgedragen aan de Mercator. Op 3 mei 1936 kwam het Belgische opleidingsschip Mercator met de stoffelijke resten van pater Damiaan aan te Antwerpen. Zijn stoffelijk overschot werd overgebracht naar Leuven en er plechtig bijgezet op 5 mei 1936 in de crypte van de Sint-Antoniuskapel aan het plein dat vervolgens Pater Damiaanplein werd.

## Proces van heiligverklaring

### Zaligverklaring
In 1968 werd zijn zaligverklaringsproces aanhangig gemaakt. Op 7 juli 1977 werd Pater Damiaan eerbiedwaardig verklaard door Paus Paulus VI. Op 4 juni 1995 werd hij door Paus Johannes Paulus II zalig verklaard tijdens een openluchtmis voor de Basiliek van Koekelberg, nadat de Medische Commissie van de Congregatie voor de Heiligverklaringen op 5 december 1991 de genezing van de Franse kloosterzuster Simplicie Hué van darmkanker na een gebed tot Damiaan, had erkend als mirakel. Ongeveer honderd Hawaiianen, onder wie zes lepralijders, waren bij die plechtigheid aanwezig. Na de plechtigheid werd de rechterhand van Pater Damiaan als relikwie overgebracht naar Molokai en uiteindelijk op 22 juli 1995 begraven in Kalawao op Molokai.

### Heiligverklaring
Audrey Toguchi (° 1928) uit Hawaï genas in 1998 op onverklaarbare wijze van uitgezaaid liposarcoom, onder andere in haar longen, nadat ze had gebeden op het graf van Damiaan. Haar arts had haar eerder medegedeeld dat er van haar ziekte nog nooit iemand genezen was. Hij stond versteld en stuurde de longfoto's naar Rome. De Kerk erkende deze genezing als een wonder. Eerder was de Franse zuster Simplicie Hué al van een dodelijke ziekte genezen. De beide wonderen samen lieten de heiligverklaring van Damiaan toe.
Na een gewoon consistorie te Rome op 21 februari 2009 werd de heiligverklaring van pater Damiaan vastgesteld op zondag 11 oktober 2009. Naar aanleiding van zijn op handen zijnde heiligverklaring startte op zondag 10 mei 2009 het Damiaanjaar dat met een wereldfeest werd afgesloten op 16 mei 2010. In het Leuvense Damiaancentrum is ook een tentoonstelling. In de kerk van Ninde vlak achter het geboortehuis van Damiaan werd tijdens het Damiaanjaar ter gelegenheid van de heiligverklaring een nieuw permanent kunstwerk geplaatst, een glasraam ontworpen door de Belgische kunstenaar Daan Theys.
Op zondag 11 oktober 2009 werd Pater Damiaan samen met zuster Johanna Jugan, de Pool Zygmunt Szczesny Felinski, de Spaanse dominicaan Francisco Coll y Guitart en de Spaanse trappistenbroeder Rafael Arnáiz Barón, heilig verklaard door Paus Benedictus XVI in de Sint-Pietersbasiliek te Rome, in aanwezigheid van kardinaal Danneels, Koning Albert en Koningin Paola, premier Herman Van Rompuy, de vice-premiers Steven Vanackere en Joëlle Milquet en de voorzitters van Kamer en Senaat, Patrick Dewael en Armand De Decker. Aanvankelijk was gepland om de viering in openlucht (op het Sint-Pietersplein) te houden, maar dat werd de ochtend zelf gewijzigd.

Pater Damiaan wordt door de Kerk als een universele heilige gevierd en mag als Sint-Damiaan aanroepen worden. De paus sprak bij de heiligverklaring de volgende woorden uit: "Ter ere van de Heilige Drievuldigheid, de verheffing van het katholieke geloof en de toename van het christelijk leven, op gezag van onze Heer Jezus Christus, de Heilige Apostelen Petrus en Paulus, en het onze, na lang nadenken en het herhaaldelijk inroepen van de hulp van God, en na de conclusie van onze talrijke broeders in het bisschopsambt gehoord te hebben, verklaren en definiëren wij de gezegende en geheiligde Jozef Damien De Veuster en schrijven hem in in de gezegende lijst van heiligen waardoor ze in de hele Kerk als heiligen kunnen worden vereerd. In de naam van de Vader, de Zoon en de Heilige Geest. Amen".
Aansluitend in de homilie zei de paus:

Jozef De Veuster, die de naam Damiaan verkreeg in de congregatie van de Heilige Harten van Jezus en Maria, verliet zijn geboorteland Vlaanderen toen hij 23 jaar oud was, in 1863, en wel om het evangelie te verkondigen aan de andere kant van de wereld, op de Hawaï-eilanden. Zijn missieactiviteit, die hem zoveel vreugde heeft verschaft, gaat zijn hoogtepunt vinden in de naastenliefde. Niet zonder vrees en weerzin, heeft hij ervoor gekozen naar het eiland Molokai te gaan ten dienste van de melaatsen die zich daar bevinden, door iedereen verlaten; zo stelt hij zich bloot aan de ziekte waaronder ze lijden. Hij voelt zich bij hen thuis. De dienaar van het Woord is een lijdende dienaar geworden, melaats met de melaatsen gedurende de laatste vier jaar van zijn leven.
Om Christus na te volgen heeft pater Damiaan niet alleen zijn heimat verlaten, maar ook zijn gezondheid op het spel gezet: daarom heeft hij het eeuwige leven bekomen.
Uitgerekend twintig jaar na de heiligverklaring van een andere Belg, broeder Mutien-Marie, is de Kerk in België opnieuw verenigd om hulde te brengen aan een van haar zonen die erkend is als een waarachtig dienaar Gods. Tegenover deze edele figuur herinneren we eraan dat het de liefde is die eenheid schept. In navolging van Sint-Paulus spoort pater Damiaan ons aan te vechten voor de goede zaak, niet voor de strijd die verdeeldheid brengt, maar die mensen samenbrengt.

Omdat zijn sterfdag regelmatig in de Goede Week valt, wordt zijn feestdag niet op 15 april gevierd maar op 10 mei, de verjaardag van zijn aankomst in 1873 op Molokai. Sint-Damiaan is zowel de patroonheilige van de melaatsen als van de aidspatiënten.
Vieringen vonden plaats in Rome, Hawaï (Molokai), Brussel, Leuven en Tremelo. Op zondag 18 oktober werd een nationale dankviering voor de heiligverklaring van Damiaan gehouden in de Nationale Basiliek van het Heilig Hart te Koekelberg. Kardinaal Godfried Danneels viert de mis in concelebratie met alle Belgische bisschoppen en in aanwezigheid van de pauselijke nuntius Giacinto Berloco, mgr. André Dupuy, vertegenwoordiger van de Heilige Stoel bij de Europese Instellingen, Koning Albert en Koningin Paola.

## Eerbetoon aan Damiaan

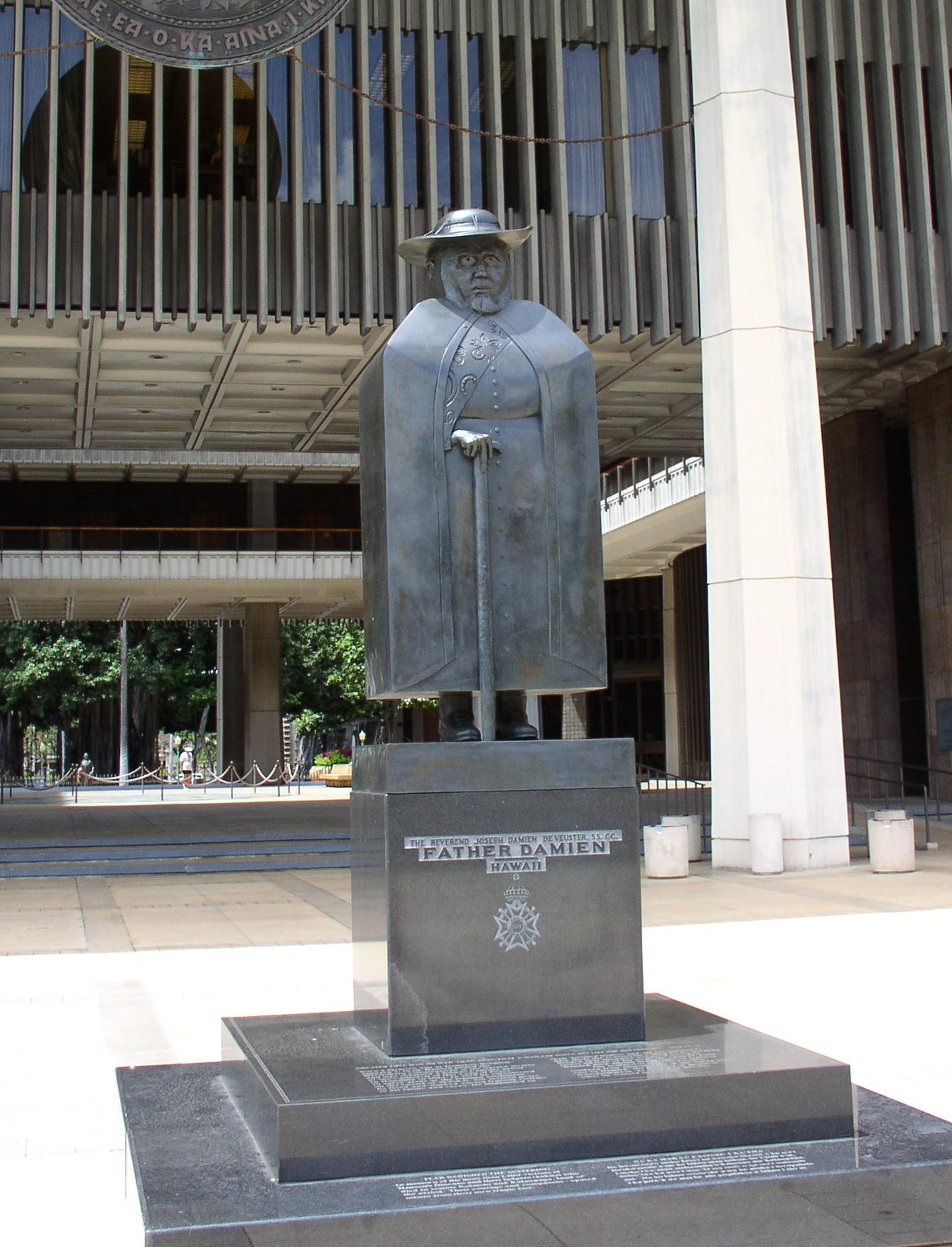
Standbeeld van pater Damiaan aan het Capitool van Hawaï (Mariscol Escobar, 1969)

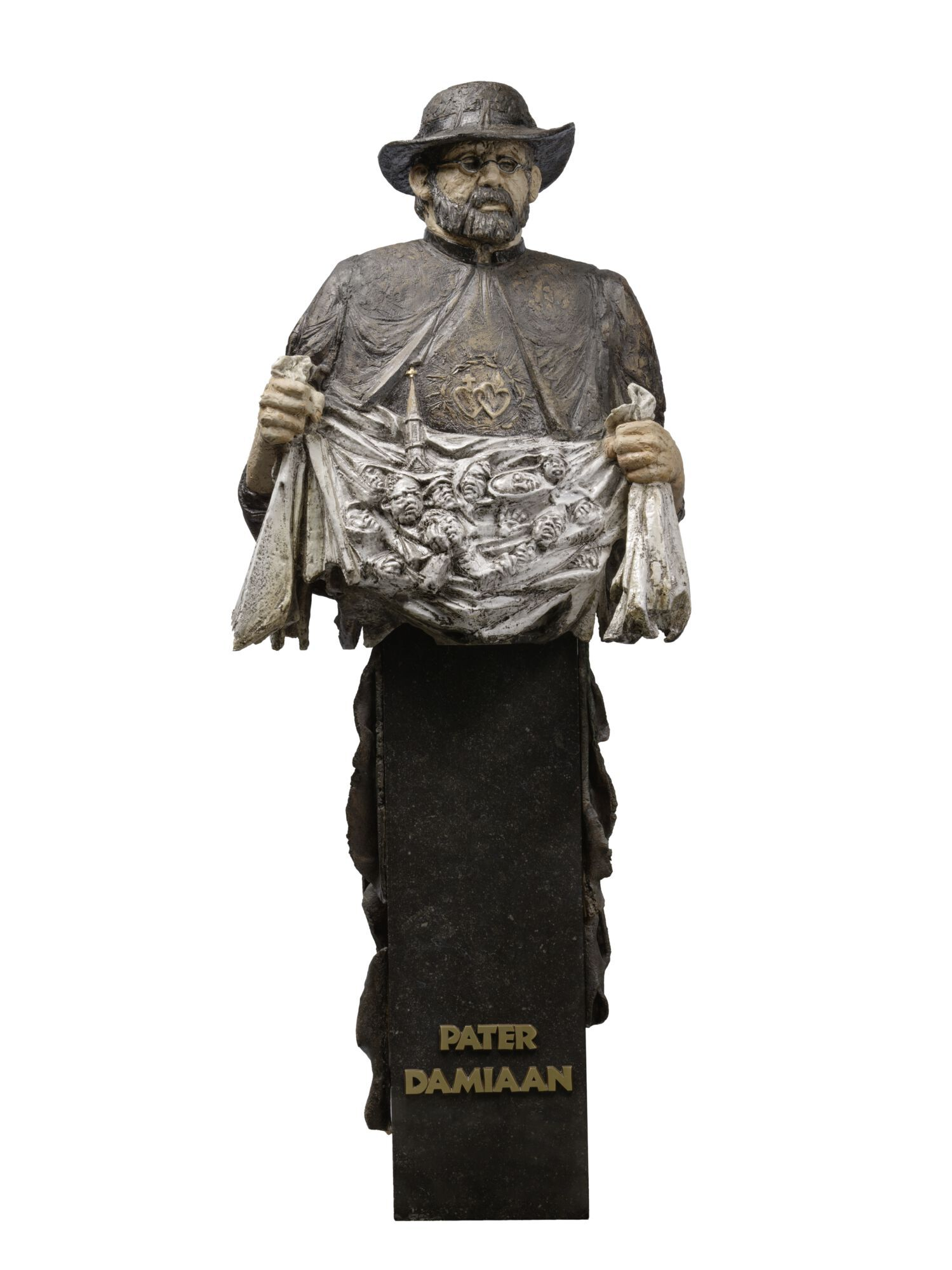
Standbeeld in de Gentse Sint-Baafskathedraal

- Vele beroemde figuren zoals Moeder Theresa, Mahatma Gandhi en wereldleiders zoals de Amerikaanse president Barack Obama spraken vol lof over Pater Damiaan. Moeder Theresa was aanwezig in Brussel tijdens Damiaans zaligverklaring.
- Damiaan is in 2005 verkozen tot de Grootste Belg aller tijden, in de verkiezing van De Grootste Belg tijdens de Vlaamse editie die door de VRT werd georganiseerd.[3] In de Waalse versie van deze verkiezing eindigde hij op de derde plaats.
- Damiaan heeft standbeelden in Leuven, Brussel, Tremelo, Gent en Scherpenheuvel en is nog steeds de enige niet-Amerikaan met een standbeeld in het Capitool te Washington D.C.[bron?][4] Het standbeeld in Leuven heeft niet zijn trekken maar die van Armand Thiéry.[5] In 2020 ontstond er discussie in de Verenigde Staten over het beeld. Het Amerikaanse Democratische congreslid Alexandria Ocasio-Cortez stelde zich vragen bij waarom zelfs niet-blanke inheemse gemeenschappen door blanke mannen werden vertegenwoordigd in het Capitool.[6]
- Op 11 mei 2015 werd In Manhattan het gedeelte van de East 33rd Street tussen 1st en 2nd Avenue gewijzigd in Father Damien Way. Op deze straat bevindt zich de kapel van de Congregatie van de Heilige Harten van Jezus en Maria[7] en op 1st Avenue is een ziekenhuis waar nog steeds leprapatiënten worden behandeld.[4]
- Er werden twee langspeelfilms over hem gemaakt: Le pélerin de l'enfer (De pelgrim der verdoemden) van Henri Schneider uit 1946 en Molokai: The Story of Father Damien (1999). Deze Belgisch-Nederlands-Australische coproductie, gebaseerd op het boek Damiaan: de definitieve biografie van Hilde Eynikel, werd echter een commerciële flop.
 Jarenlang werd er ook gesproken van een Damiaanfilm onder regie van Stijn Coninx, met Robin Williams in de hoofdrol. Dat is er niet van gekomen.
- In Simpelveld staat er een klooster dat door volgelingen van pater Damiaan is gesticht, Huize Damiaan. In dit dorp bevindt zich tevens de Pater Damiaan-straat.
- In 1999 fuseerden in Oostende de ziekenhuizen AZ Sint-Jozef en AZ H. Hart onder de naam AZ Damiaan Oostende. Men koos voor de figuur van Damiaan vanwege zijn belangeloze inzet voor de zieke medemens.
- In 2009 componeerde de musicus Marc Deckers uit Tremelo de "Missa Festiva in Honorem Sancti Damiani".
- In 2009 bracht Tine Ruysschaert in binnen- en buitenland opvoeringen van de theatermonoloog 'Mijn Zoon Damiaan' van Stefan Broeckx. Het stuk geeft een doorleefd beeld van de missionaris Damiaan vanuit het standpunt van zijn moeder.
- In 2012 werd op de grens van Tremelo en Haacht de Damiaanbrug over de Dijle in gebruik genomen.
- In augustus 2023 werd er achter de basiliek van Scherpenheuvel een musical gespeeld over het levensverhaal van Pater Damiaan. De hoofdrol werd vertolkt door Pieter-Jan De Paepe.

## Genealogie
De afstamming is te bekijken op onderstaand schema. Daarop is te zien dat de familie De Veuster een hele reeks veranderingen onderging doorheen de generaties. Andere vormen zijn Van der Vorst en De Voster. Ook is Egidius De Veuster (8.), een overgrootvader van pater Damiaan, tevens de vader van Anna Catharina De Veuster (15.), een overgrootmoeder van Damiaan. Zij is een oudere halfzus van Hendrik De Veuster (4.), een grootvader van Damiaan.
|  |                                                           |  |  |  |  |  |  |  |  |  |  |  |  |
|  | 8. Egidius De Veuster (De Voster) (1721-1801)             |  |  |  |  |  |  |  |  |  |  |  |  |
|  |                                                           |  |  |  |  |  |  |  |  |  |  |  |  |
|  |                                                           |  |  |  |  |  |  |  |  |  |  |  |  |
|  | 4. Hendrik De Veuster (Van der Vorst) (1776-1845)         |  |  |  |  |  |  |  |  |  |  |  |  |
|  |                                                           |  |  |  |  |  |  |  |  |  |  |  |  |
|  |                                                           |  |  |  |  |  |  |  |  |  |  |  |  |
|  | 9. Elisabeth Feyaerts (1744-1782)                         |  |  |  |  |  |  |  |  |  |  |  |  |
|  |                                                           |  |  |  |  |  |  |  |  |  |  |  |  |
|  |                                                           |  |  |  |  |  |  |  |  |  |  |  |  |
|  | 2. Jan Frans De Veuster (1801-1874)                       |  |  |  |  |  |  |  |  |  |  |  |  |
|  |                                                           |  |  |  |  |  |  |  |  |  |  |  |  |
|  |                                                           |  |  |  |  |  |  |  |  |  |  |  |  |
|  | 10. Jan-Bapist Uytterhoeven (1723-1803)                   |  |  |  |  |  |  |  |  |  |  |  |  |
|  |                                                           |  |  |  |  |  |  |  |  |  |  |  |  |
|  |                                                           |  |  |  |  |  |  |  |  |  |  |  |  |
|  | 5. Joanna Catharina Uytterhoeven (1767-1846)              |  |  |  |  |  |  |  |  |  |  |  |  |
|  |                                                           |  |  |  |  |  |  |  |  |  |  |  |  |
|  |                                                           |  |  |  |  |  |  |  |  |  |  |  |  |
|  | 11. Elisabeth Verelst (1733-1815)                         |  |  |  |  |  |  |  |  |  |  |  |  |
|  |                                                           |  |  |  |  |  |  |  |  |  |  |  |  |
|  |                                                           |  |  |  |  |  |  |  |  |  |  |  |  |
|  | 1. Jozef De Veuster (1840-1889)                           |  |  |  |  |  |  |  |  |  |  |  |  |
|  |                                                           |  |  |  |  |  |  |  |  |  |  |  |  |
|  |                                                           |  |  |  |  |  |  |  |  |  |  |  |  |
|  | 12. Petrus Wouters (1736-1827)                            |  |  |  |  |  |  |  |  |  |  |  |  |
|  |                                                           |  |  |  |  |  |  |  |  |  |  |  |  |
|  |                                                           |  |  |  |  |  |  |  |  |  |  |  |  |
|  | 6. Abraham Wouters (1771-1827)                            |  |  |  |  |  |  |  |  |  |  |  |  |
|  |                                                           |  |  |  |  |  |  |  |  |  |  |  |  |
|  |                                                           |  |  |  |  |  |  |  |  |  |  |  |  |
|  | 13. Anna Grietens (1736-1818)                             |  |  |  |  |  |  |  |  |  |  |  |  |
|  |                                                           |  |  |  |  |  |  |  |  |  |  |  |  |
|  |                                                           |  |  |  |  |  |  |  |  |  |  |  |  |
|  | 3. Joanna Catharina Wouters (1804-1886)                   |  |  |  |  |  |  |  |  |  |  |  |  |
|  |                                                           |  |  |  |  |  |  |  |  |  |  |  |  |
|  |                                                           |  |  |  |  |  |  |  |  |  |  |  |  |
|  | 14. Jan Gooveraerts (1753-1825)                           |  |  |  |  |  |  |  |  |  |  |  |  |
|  |                                                           |  |  |  |  |  |  |  |  |  |  |  |  |
|  |                                                           |  |  |  |  |  |  |  |  |  |  |  |  |
|  | 7. Elisabeth Goovaerts (1783-1861)                        |  |  |  |  |  |  |  |  |  |  |  |  |
|  |                                                           |  |  |  |  |  |  |  |  |  |  |  |  |
|  |                                                           |  |  |  |  |  |  |  |  |  |  |  |  |
|  | 15. Anna Catharina De Veuster (Van der Vorst) (1759-1824) |  |  |  |  |  |  |  |  |  |  |  |  |
|  |                                                           |  |  |  |  |  |  |  |  |  |  |  |  |
|  |                                                           |  |  |  |  |  |  |  |  |  |  |  |  |

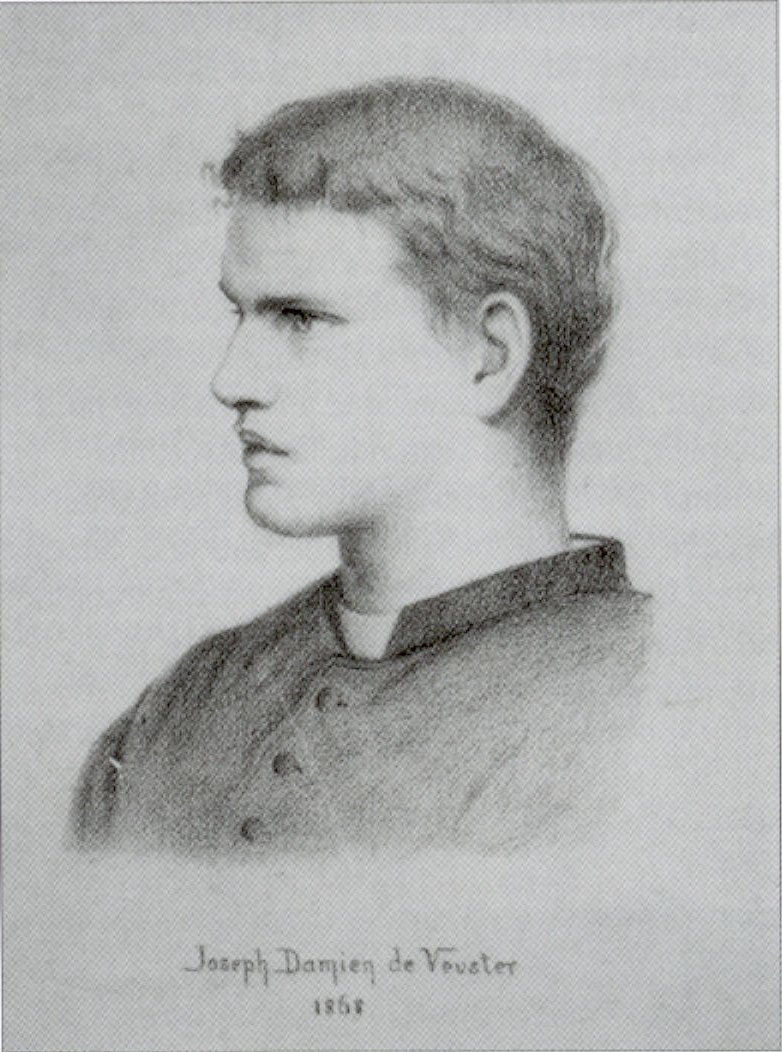
Portrettekening 1868
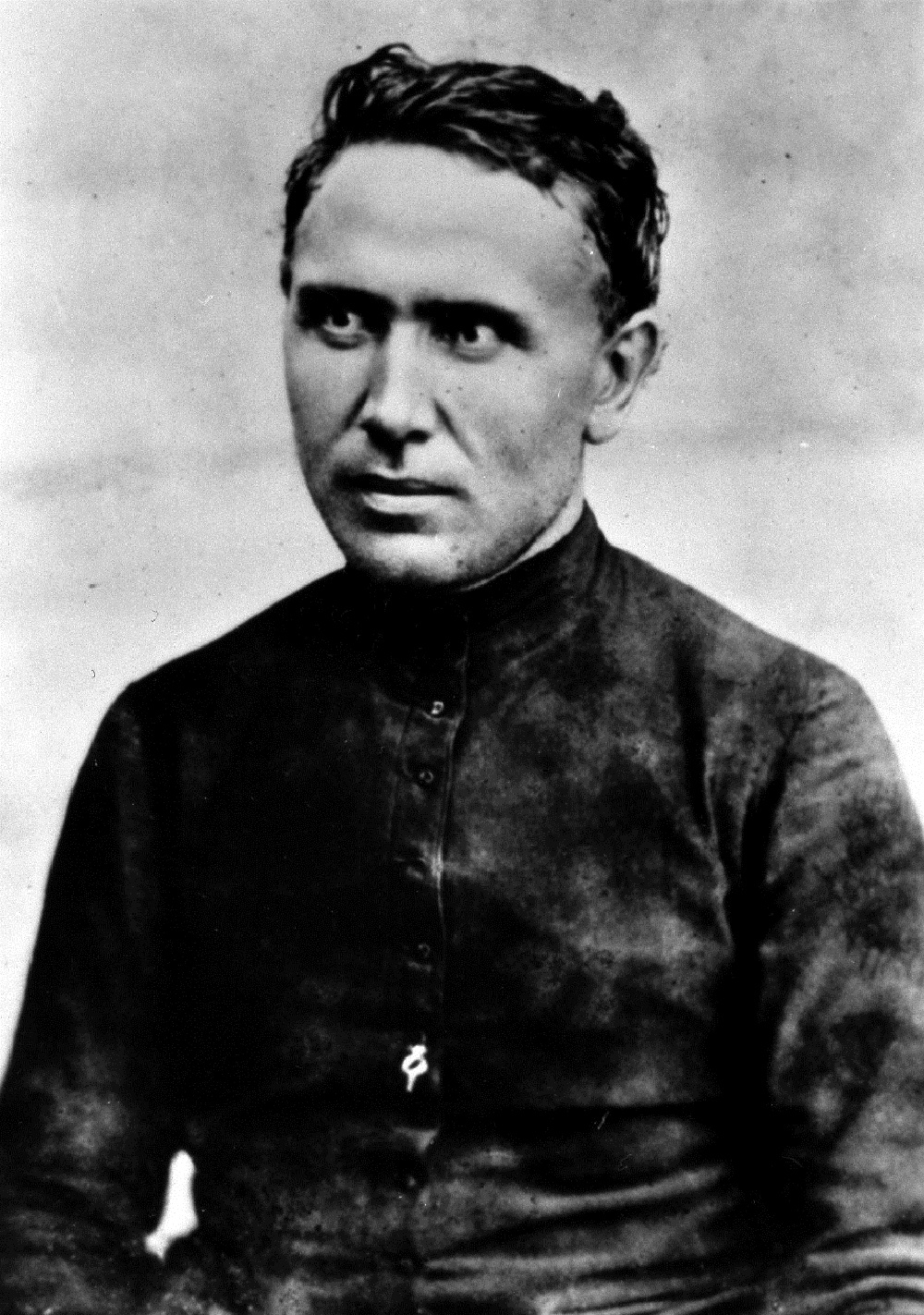
Foto van 1873
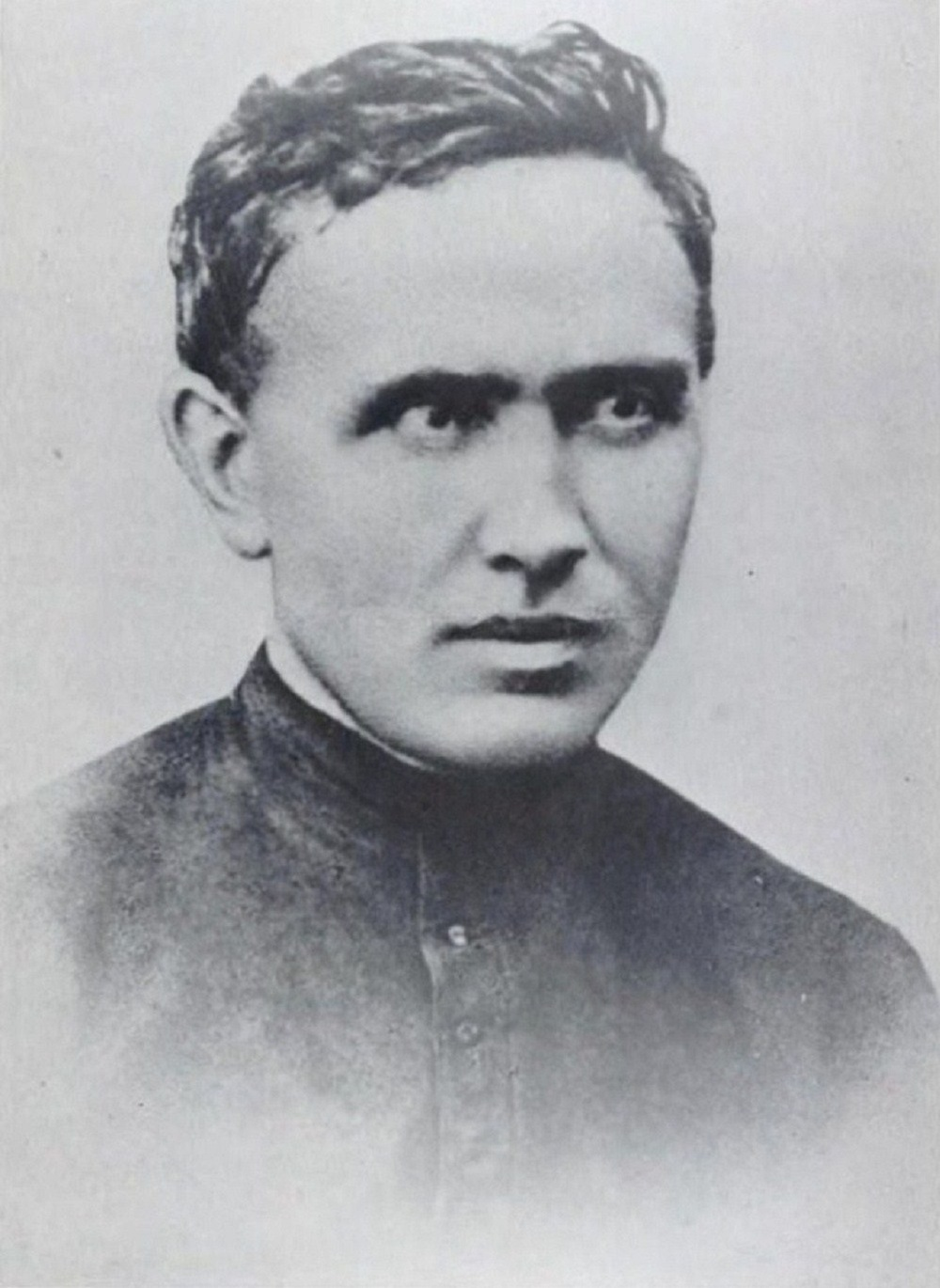
De foto van 1873 bewerkt
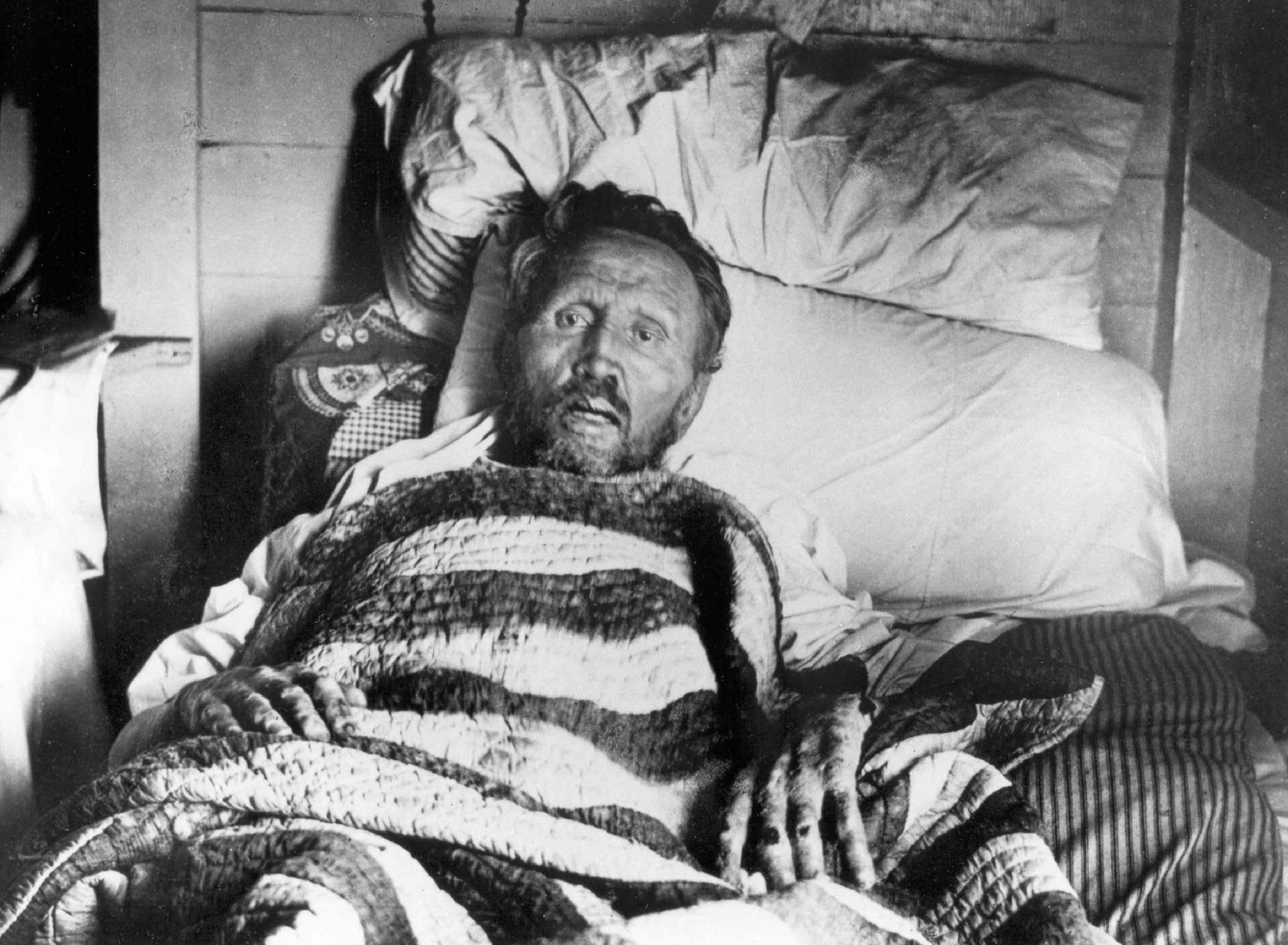
Damiaan in zijn laatste dagen (1889)
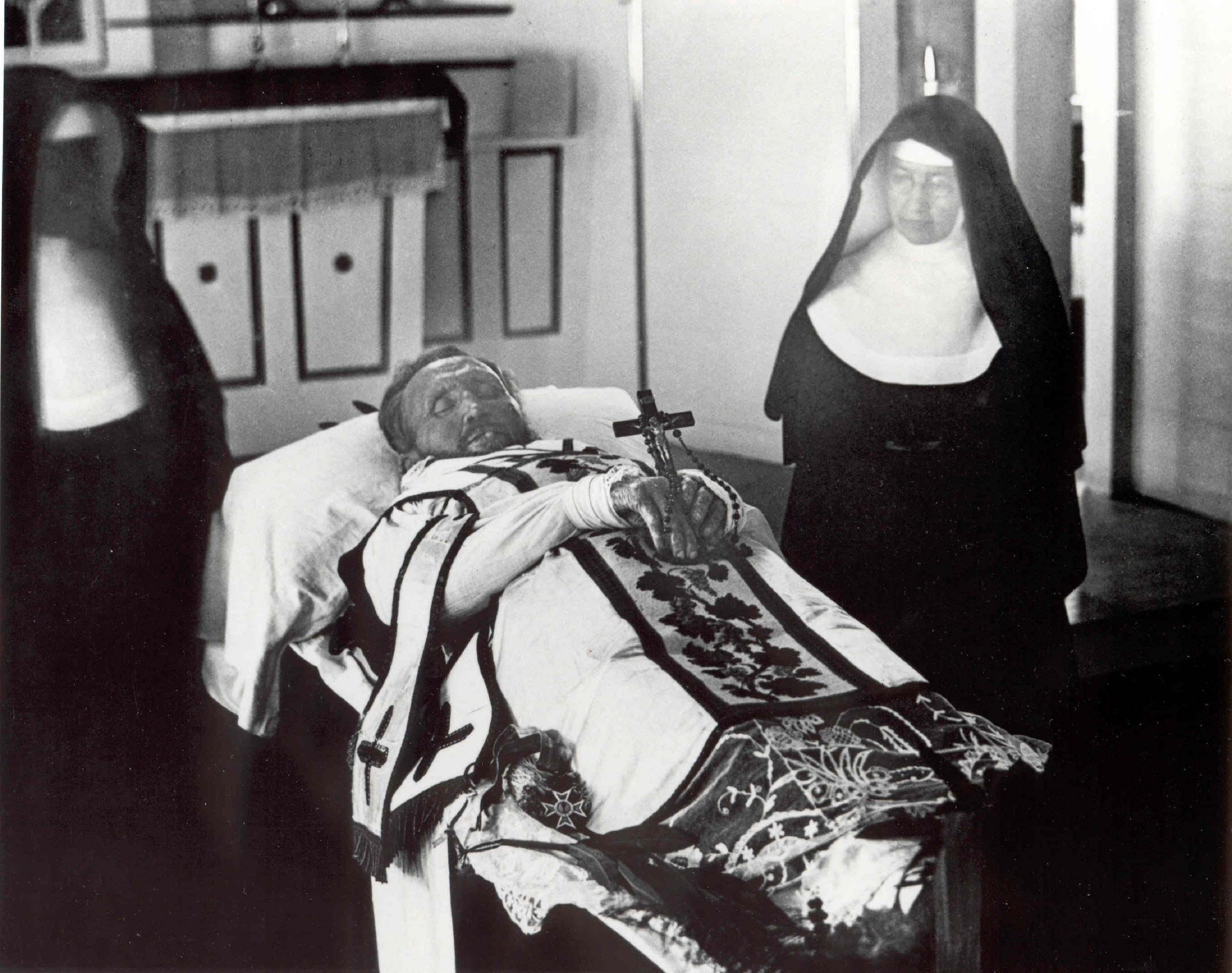
Damiaan opgebaard